# Juris Reneslācis
Juris Pēteris Reneslācis (Riga, 10 gennaio 1925 – Stoccolma, 24 luglio 2012) è stato un cestista e allenatore di pallacanestro lettone naturalizzato svedese.

## Carriera
Da allenatore ha guidato la Svezia ai Campionati europei del 1961.